# Sekcja Grotołazów Wrocław

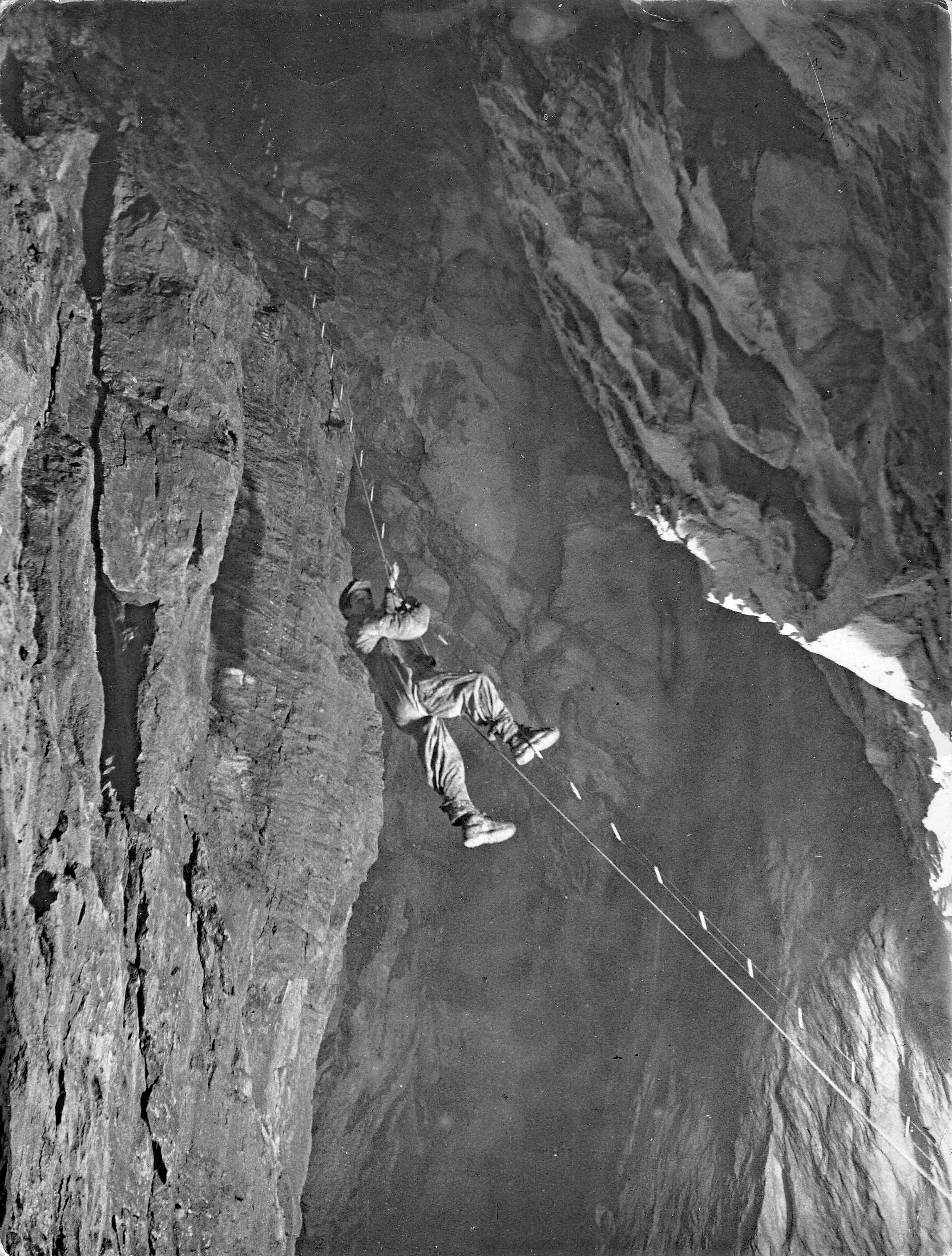
Roman Bebak w Jaskini Czarnej, 1969

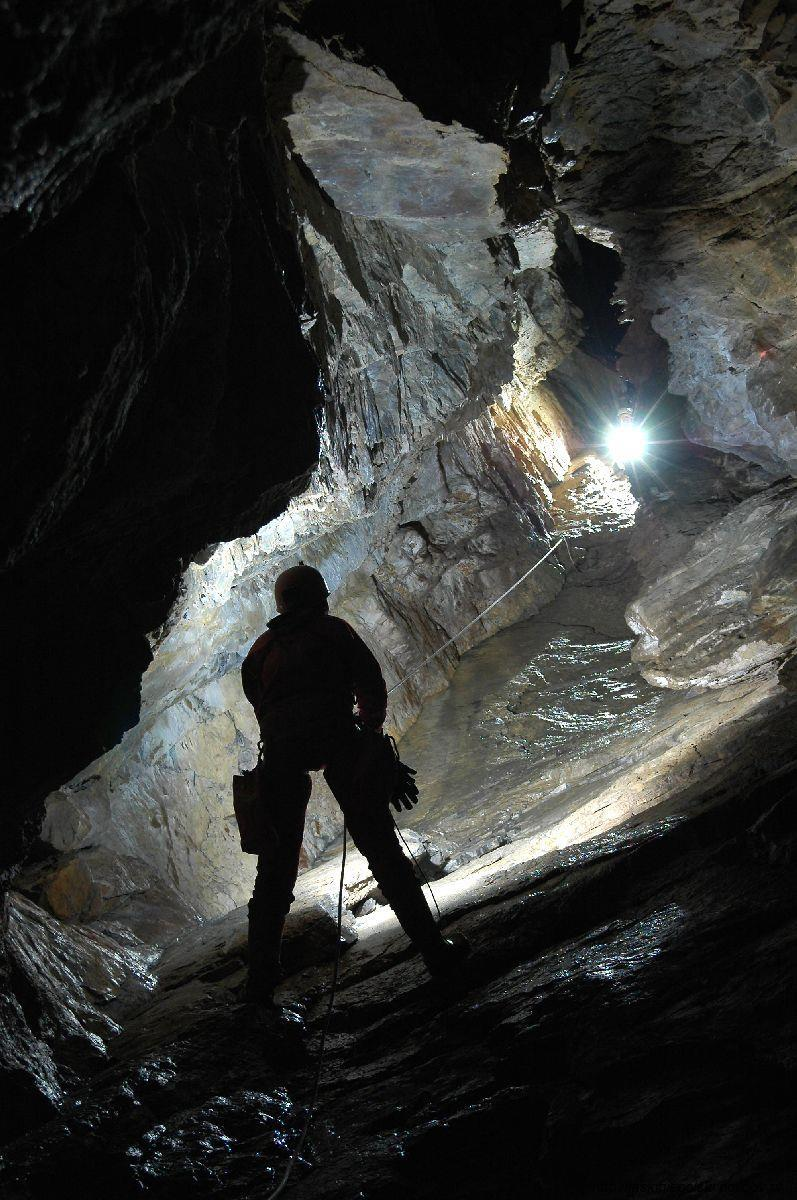
Płytowy Próg w Wielkiej Jaskini Śnieżnej – najdłuższej i najgłębszej jaskini polskich Tatr

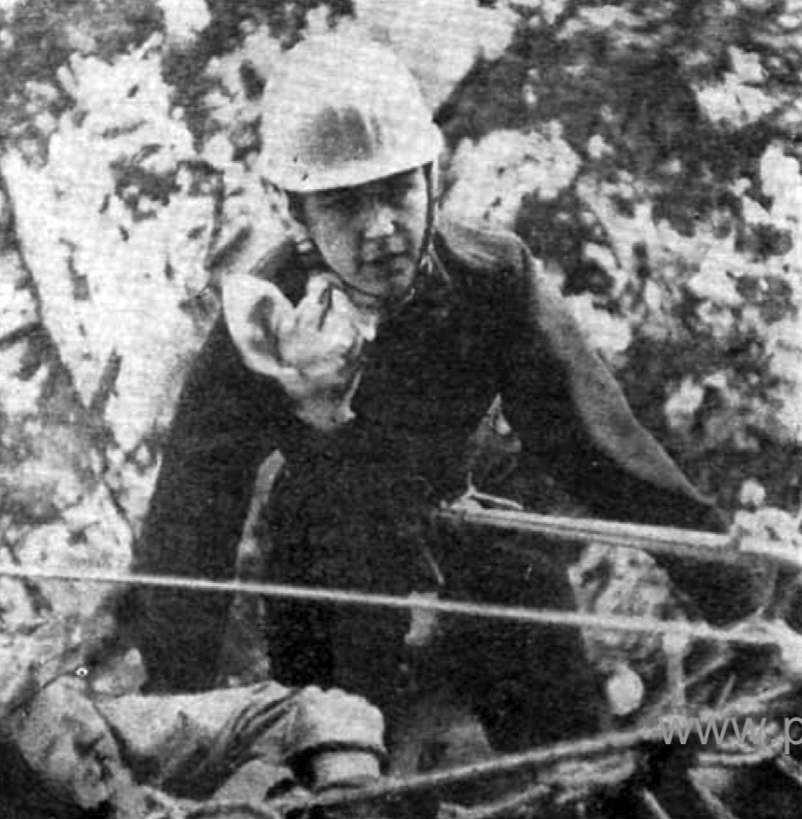
Wanda Błaszkiewicz (później Rutkiewicz) demonstruje zjazd z rannym podczas międzynarodowego seminarium ratownictwa jaskiniowego zorganizowanego przez Sekcję Grotołazów Wrocław w maju 1966 w Tatrach Zachodnich

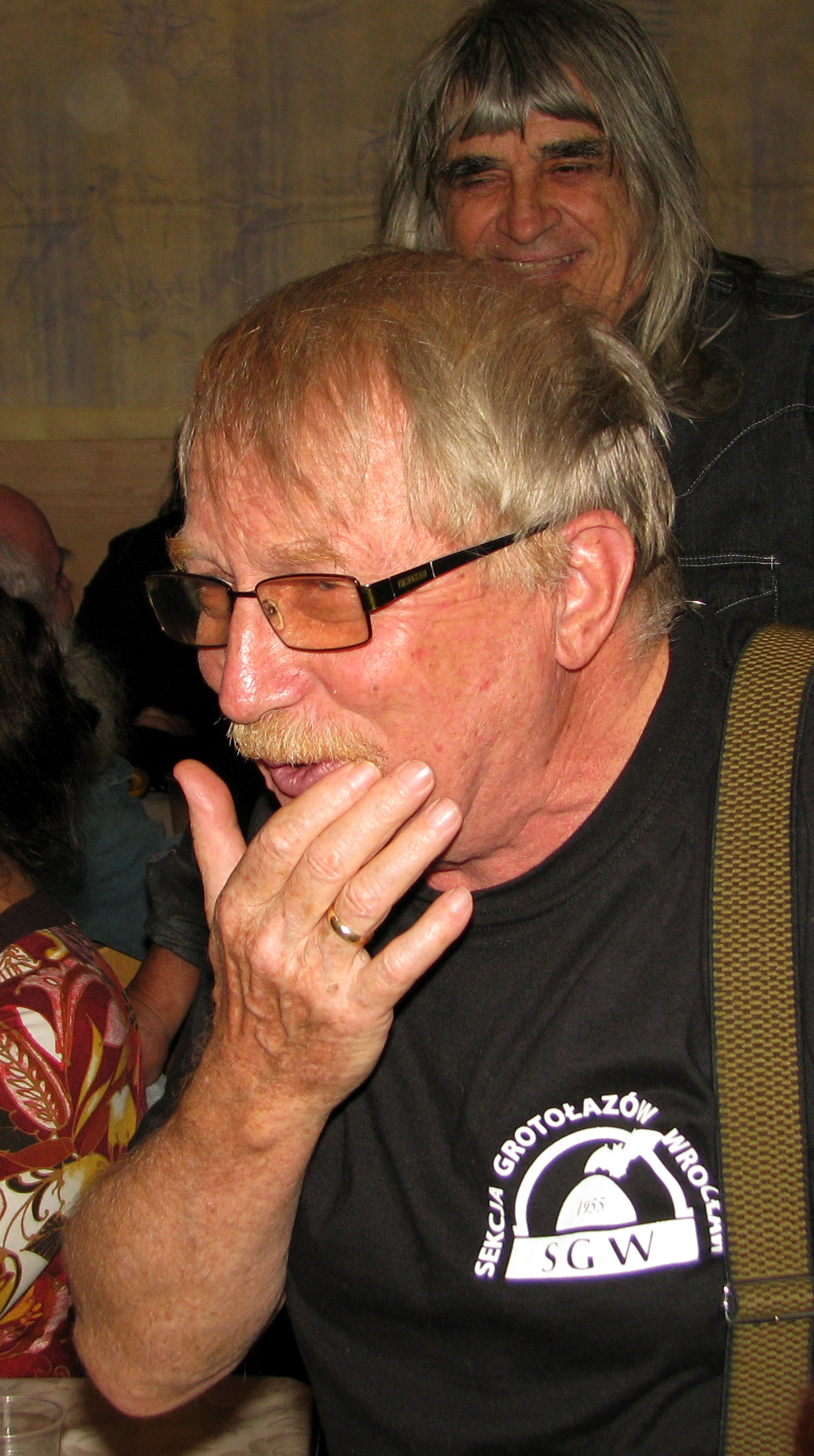
Piotr Wojciechowski na spotkaniu Sekcji w 2011 w Dolinie Chochołowskiej z okazji 50. rocznicy odkrycia Jaskini Czarnej, z tyłu: współzałożyciel Sekcji - Janusz Rabek

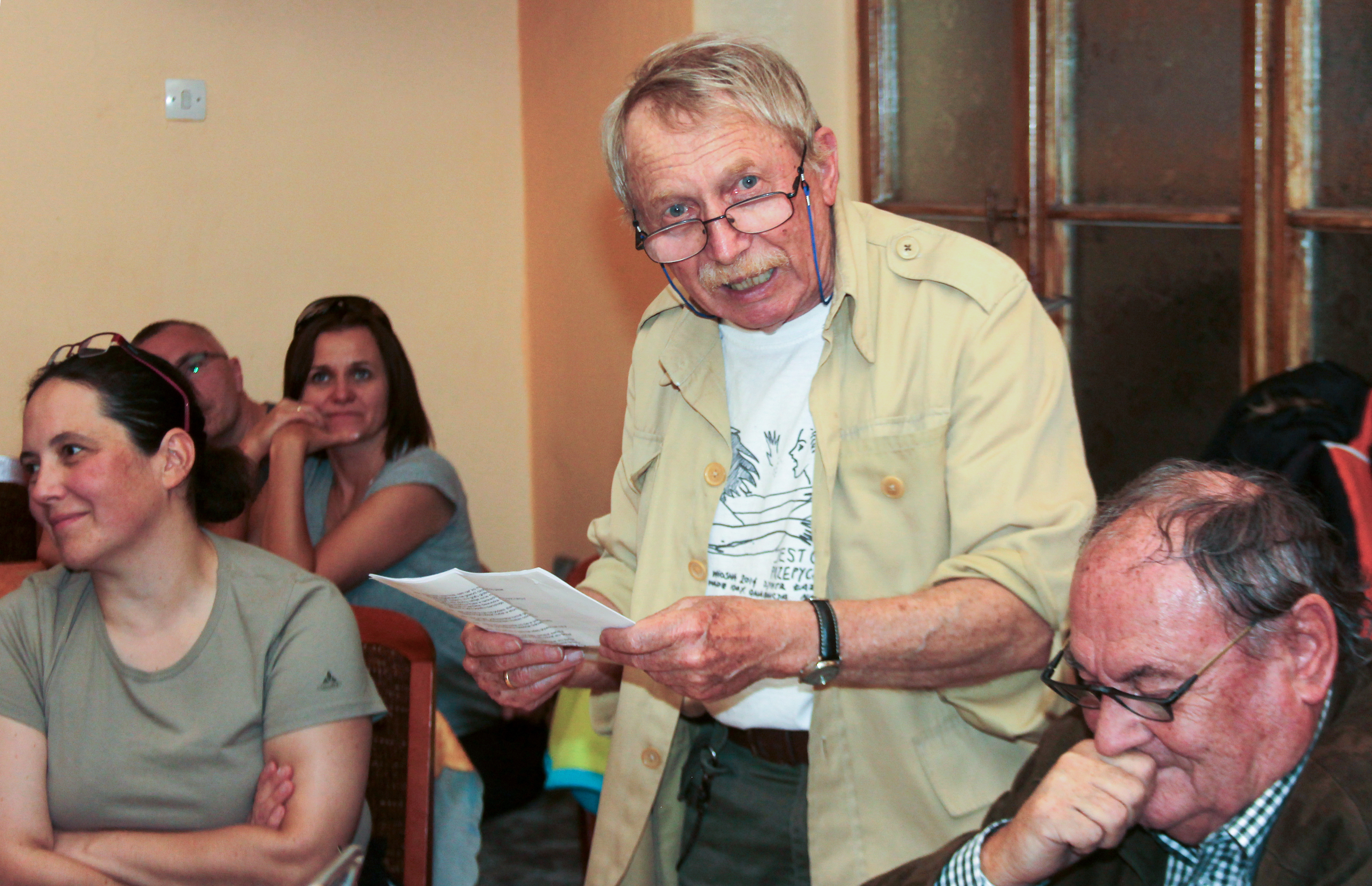
Piotr Wojciechowski na 60-leciu Sekcji Grotołazów Wrocław w schronisku pod szczytem Sokolicy w 2015. Obok siedzi Janusz Fereński

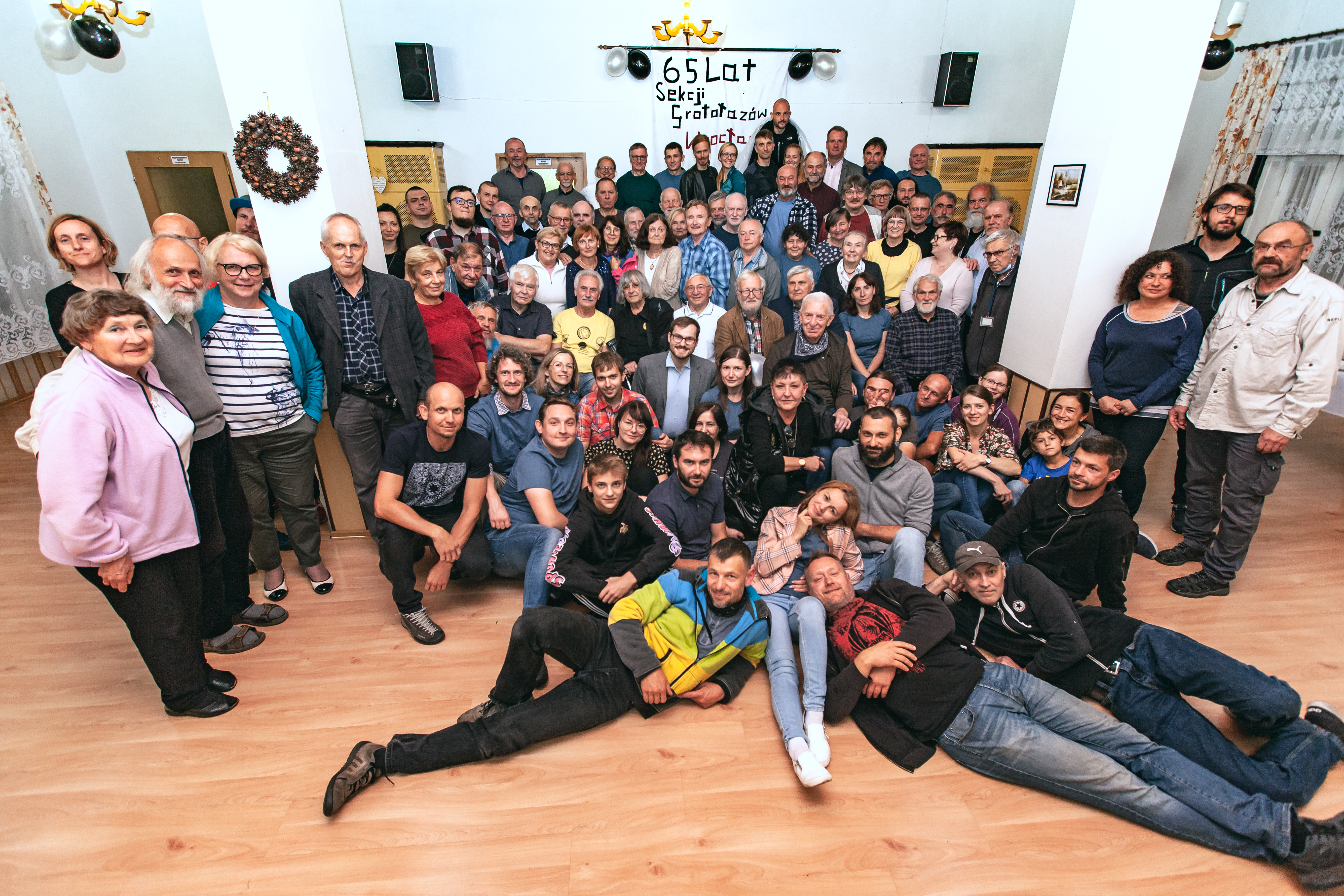
Jubileusz 65-lecia Sekcji Grotołazów Wrocław w Międzygórzu, 18 września 2021. Janusz Rabek, współzałożyciel założyciel Sekcji – w środku grupy (siedzi w czarnej bluzie). Jubileusz był obchodzony o rok później z powodu pandemii COVID-19

Sekcja Grotołazów Wrocław – polska organizacja alpinizmu jaskiniowego, prowadząca od 1955 działalność eksploracyjną w jaskiniach Polski i świata.

## Historia Sekcji
Początkiem Sekcji Grotołazów Wrocław była Sekcja Taternictwa Jaskiniowego Oddziału Miejskiego PTTK we Wrocławiu założona 23 października 1955 przez Teresę Janasz i Janusza Rabka, posiadająca wtedy dziewięcioro członków. Od 1957 Sekcja działała w oparciu o Akademicki Klub Turystyczny (AKT). Później Sekcja była powiązana z wrocławskim Klubem Wysokogórskim. Wielka Encyklopedia Tatrzańska podaje, że „już w ciągu pierwszych 15 lat swego istnienia (1955–1970) uzyskała jedną z czołowych pozycji w polskim jaskiniarstwie”. W latach 60. aktywnym członkiem Sekcji była Wanda Błaszkiewicz-Rutkiewicz. W 1970 na kurs dla początkujących zgłosiło się 270 osób.
Od 1996 Sekcja prowadzi działalność jako niezależna organizacja jaskiniowa i od 2002 posiada osobowość prawną. Jest członkiem Polskiego Związku Alpinizmu.
Od jej założenia Sekcja jest tradycyjnie nazywana „Sekcją Matką Naszą”. W 1970 z okazji 15-lecia działalności wydano pamiątkową broszurę. Spotkanie 42 odkrywców (1961) i eksploratorów Jaskini Czarnej odbyło się na hali Ornak i w Sali Francuskiej wewnątrz jaskini w 1993. Jubileusz 50-lecia Sekcji był obchodzony przez 211 uczestników w „Strzesze Akademickiej” w Karkonoszach w 2005. Wydano wtedy specjalny numer biuletynu „Korkociąg” zawierający 720 nazwisk członków i 23 nazwiska prezesów Sekcji od 1955. Pół wieku od odkrycia Jaskini Czarnej zostało upamiętnione spotkaniem wszystkich członków Sekcji w Białym Potoku koło Kir w 2011 i przygotowaniem specjalnego numeru biuletynu.
Jubileusz 60-lecia odbył się w 2015 w schronisku pod szczytem Sokolicy w Górach Sowich. Uroczystości 65-lecia Sekcji były obchodzone w Międzygórzu w 2021 z rocznym opóźnieniem z powodu pandemii COVID-19. Wziął w nich udział założyciel Sekcji – Janusz Rabek.

### Poczet prezesów Sekcji (1955–2000) według „Korkociągu” (2004)[13]
- Teresa Janasz, 10.1955–1962
- Janusz Rabek, 11.1960
- Piotr Wojciechowski, 12.1959–1960
- Joachim Wachowicz, 1963–1964
- Jerzy Stryjecki, 1964
- Kazimierz Buchman, 1965–1966
- Andrzej Ostromęcki, 1967–1968
- Roman Galar, 1968–1969
- Ryszard Paluch, 1969
- Andrzej Piesiewicz, 1969–1971
- Maciej Partyka, 1971–1973
- Jerzy Masełko, 1973–1974
- Bogusław Rudzik, 1974–1976
- Edward Buchman, 1976–1977
- Jerzy Wilkoński, 1977–1978
- Augustyn Wojciech, 1978–1979
- Wiesław Kliś („Chemik”), 11.1979–10.1980
- Zbigniew Samborski, 10.1980–1.1981
- Wiesław Kliś („Chemik”) 1982–9.1986
- Włodzimierz Kucia, 1986–1987
- Zbigniew Kurpios, 7.1987–1990
- Krzysztof Jabłoński, 1990–1996
- Olgierd Jokiel, 1996–1999
- Maciej Odrowąż-Mieszkowski, od 1999

### Wspomnienia
Początkowe lata Sekcji opisał we wspomnieniu Zygmunt Białas.  
W 2023 ukazało się wydawnictwo książkowe Tak było. Turystyka studencka w środowisku wrocławskim autorstwa zespołu członków AKT kilku generacji. Ten sam zespół redakcyjny (Mika Anioł, Nina Walny i Krzysztof Nowak) rok później wydał drugi tom Tak było. W pierwszym tomie wspomnienia zamieścili członkowie Sekcji: Stanisław Anioł, Roman Bebak i Maciej Partyka. W drugim tomie autorami byli Janusz Rabek, Roman Bebak, Krzysztof Cena, Maciej Partyka, Janusz Plewniak i Piotr Wojciechowski. Oba tomy o łącznej objętości ponad 1000 stron przedstawiają materiał wspomnieniowy i źródłowy dla zainteresowanych historią Sekcji i AKT. 

## Działalność górska i jaskiniowa
Teresa Janasz w 1956 ustanowiła polski kobiecy rekord głębokiego zejścia na poziom -640 m w jaskini Gouffre Berger, który został przekroczony dopiero w 1973. Pierwsze wyprawy Sekcji organizowano do jaskiń tatrzańskich – Miętusiej i Zimnej. Wyprawa do Jaskini Zimnej w 1958 została opisana przez Andrzeja Korsaka. 
Pierwszą wyprawę zagraniczną zorganizowano w 1959 do jaskiń masywu Triglavu w Alpach Julijskich. Kierownikiem tej wyprawy był Marian Pulina, a zaproszonym uczestnikiem Stefan Zwoliński. W 1961 Janusz Rabek, Janusz Fereński i Roman Bebak odkryli w Tatrach Zachodnich Jaskinię Czarną, a rok później Jaskinię Psią. W 1966 w kamieniołomie w Kletnie w masywie Śnieżnika odkryto Jaskinię Niedźwiedzią. Pierwszą wyprawą Sekcji w tej jaskini kierował Marian Pulina w listopadzie 1967.
Od 1968 Sekcja prowadzi eksplorację w Jaskini Śnieżnej w Tatrach. Wyprawa kierowana przez Bernarda Uchmańskiego dokonała w styczniu 1969 wspinaczkowego wyjścia od Syfonu Dominiki do otworu Jaskini Śnieżnej. Był to ówczesny rekord świata (640 m pomiędzy dnem a otworem wejściowym jaskini) we wspinaczce jaskiniowej bez korzystania z lin i drabinek. Członkami wyprawy byli Roman Galar, Jerzy Masełko, Andrzej Ostromęcki, Kazimierz Piotrowski, Norbert Pospieszny i Marek Trzeciakowski.
W 1970 Sekcja zorganizowała wyprawę do jaskiń Kaukazu, a następnie do jaskiń gór Atlasu w Afryce Północnej.
W następnych latach Sekcja prowadziła szereg wypraw do jaskiń polskich, a także w Turcji, Peru, Szwajcarii, Norwegii, Słowenii, Włoszech, Meksyku, Austrii, Rumunii, Kaukazie, Malezji i Kirgistanie. Sekcja prowadzi stałą działalność szkoleniową.
Sekcja wielokrotnie otrzymała coroczną nagrodę Kolosy w kategorii „Eksploracja jaskiń” przyznawaną od 1999. 

## Inne informacje
Od 1995 Sekcja uczestniczyła w badaniach górniczo-archeologicznych średniowiecznych sztolni w Górach Sowich i w okolicach Świeradowa prowadzonych przez Instytut Górnictwa Politechniki Wrocławskiej. W 2014 była współorganizatorem 48. Sympozjum Speleologicznego w Kletnie.